# Sarah Fisher

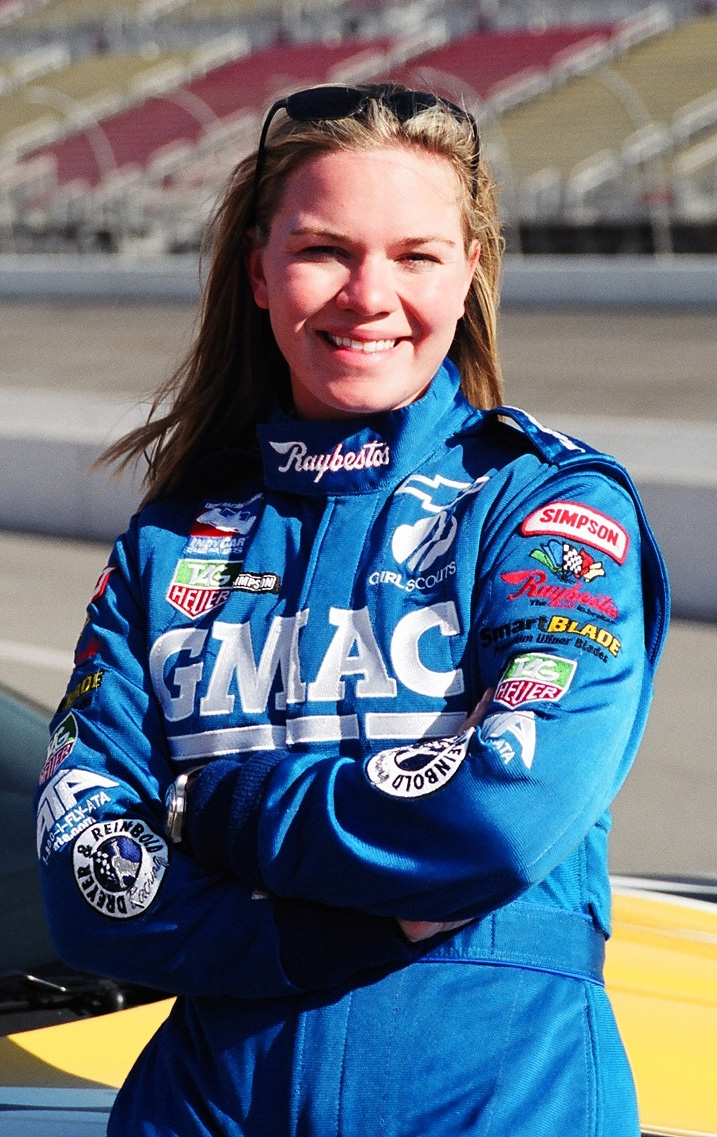
Sarah Fisher 2003

Sarah Fisher (* 4. Oktober 1980 in Columbus, Ohio) ist eine ehemalige US-amerikanische Rennfahrerin.

## Karriere
Fisher begann ihre Motorsportkarriere 1986 in Midgets und stieg 1988 in den Kartsport um, in dem sie bis 1994 aktiv war. Anschließend fuhr sie bis 1998 Sprintcars und 1999 erneut Midgets.
Anschließend gab Fisher im Oktober 1999 beim Saisonfinale der Indy Racing League ihr Debüt in dieser Meisterschaft. Für das Team Pelfrey startend konnte sie ihr erstes Rennen nicht beenden. 2000 wechselte sie zu Walker Racing und blieb in der IRL. Dabei startete sie erstmals beim Indy 500, für das sie sich als dritte Frau überhaupt qualifizieren konnte. In den Blickpunkt der Öffentlichkeit geriet sie beim Rennen auf dem Kentucky Speedway. Sie führte das Rennen an und wurde damit zur jüngsten Person, die ein Rennen der IRL angeführt hatte. Das Rennen beendete sie auf dem dritten Platz und war die erste Frau, die eine Podest-Platzierung in der IRL erreichte. In der Gesamtwertung belegte sie den 18. Platz.
In der Saison 2001 blieb Fisher bei Walker Racing. Beim zweiten Rennen auf dem Homestead-Miami Speedway wurde sie hinter Sam Hornish jr. Zweite und erzielte die bis dahin beste Platzierung einer Rennfahrerin in der IRL. Da sie im weiteren Saisonverlauf nicht mehr an den anfänglichen Erfolg anknüpfen konnte, belegte sie am Saisonende den 19. Gesamtrang. In der folgenden Saison erhielt sie zunächst kein Cockpit, da Walker Racing in die CART-Serie gewechselt war. Zum vierten Rennen erhielt sie ein Cockpit bei Dreyer & Reinbold Racing und wurde auf Anhieb Vierte. Insgesamt startete sie zu zehn von 15 Rennen und verbesserte sich in der Gesamtwertung auf den 18. Platz. Beim Großen Preis der USA durfte sie zwischen den Trainings ein McLaren-Formel-1-Auto fahren. 2003 blieb Fisher bei Dreyer & Reinbold Racing in der inzwischen in IndyCar Series umbenannten Meisterschaft. Zwar erreichte sie als beste Platzierung nur einen achten Platz, da sie aber die komplette Saison bestritt, belegte sie am Saisonende erneut den 18. Gesamtrang.

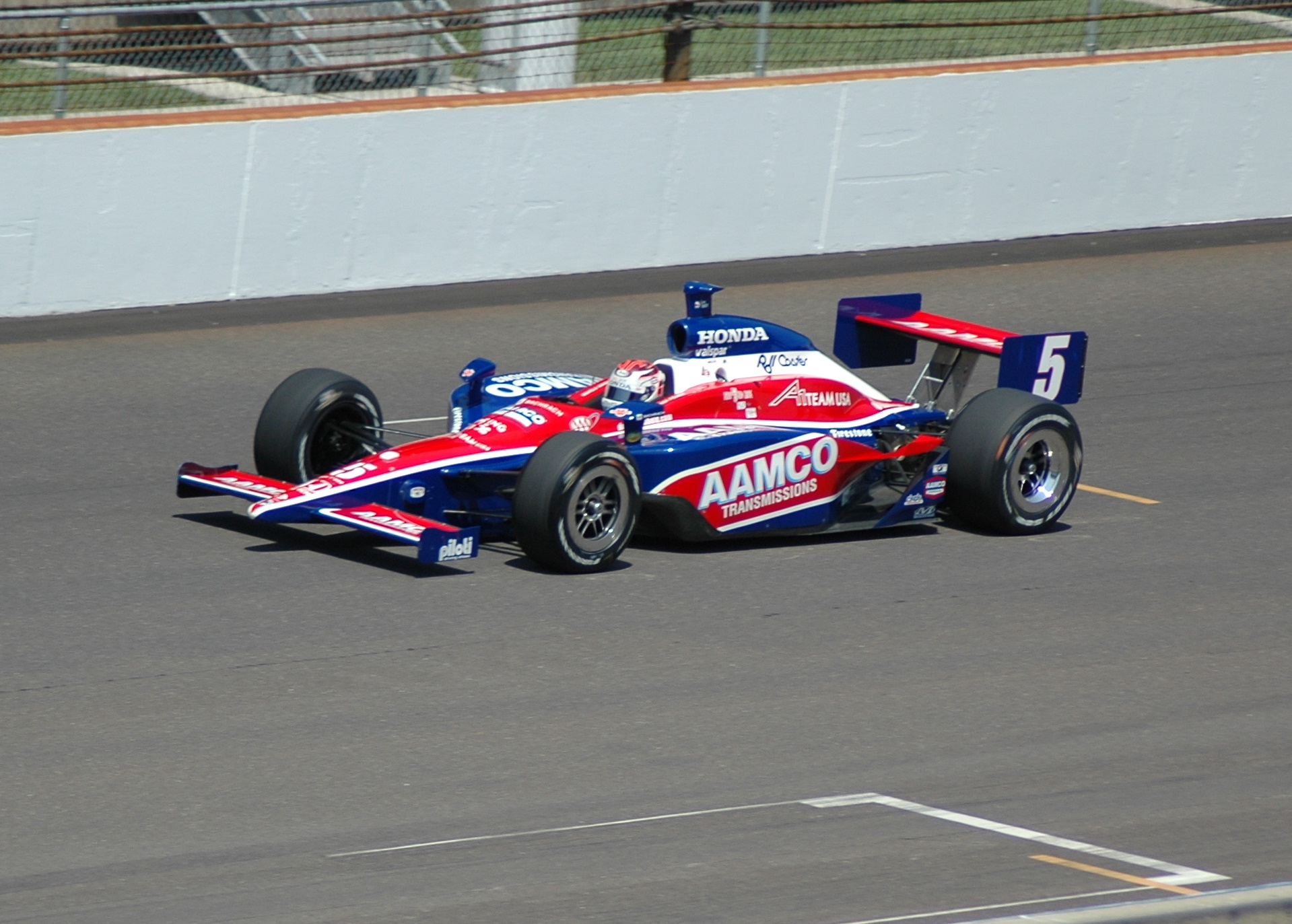
Fisher im Training zum Indy 500 2007

2004 konnte Fisher kein IndyCar Cockpit bezahlen. Daher startete sie für Kelley Racing nur beim Indy 500 und wurde 21. In der Gesamtwertung belegte sie den 31. Platz. Außerdem nahm sie an einem Rennen der NASCAR West Series teil. 2005 blieb sie in der NASCAR West Series und wurde als bester Neueinsteiger Zwölfte in der Fahrerwertung. 2006 entschloss sich Fisher ihr NASCAR Engagement nicht fortzuführen, sondern in die IndyCar Series zurückzukehren. Sie fand aber zunächst kein Cockpit und startete später für Dreyer & Reinbold Racing bei zwei IndyCar-Rennen. In der Gesamtwertung wurde sie 25. 2007 erhielt sie bei Dreyer & Reinbold Racing ein Cockpit für die gesamte Saison und fuhr erstmals auch auf nicht Ovalrennstrecken. Sie schaffte zwei Platzierungen unter den besten zehn Piloten und belegte am Saisonende mit deutlichem Rückstand auf ihren Teamkollegen Buddy Rice, der Neunter wurde, den 17. Gesamtrang. Die Saison 2007 war die bis dahin erfolgreichste Saison von Fisher.
2008 entschied sich Fisher mit einem eigenen Team, Sarah Fisher Racing, in der IndyCar Series anzutreten. Sie startete bei drei Rennen, unter anderem beim Indy 500, und wurde 34. in der Gesamtwertung. 2009 nahm sie an sechs Rennen der IndyCar Series teil. Sie kam dabei nie unter die besten zehn Piloten und belegte am Saisonende den 25. Gesamtrang. 2010 ging sie bei allen US-amerikanischen IndyCar-Ovalrennen an den Start. Erstmals erhielt sie mit Jay Howard einen Teamkollegen und setzte als Teamchefin Graham Rahal bei einigen Rennen ein. Am Saisonende belegte sie den 26. Gesamtrang.
Nach dem Ende der Saison 2010 gab Fisher das Ende ihrer aktiven Motorsportkarriere bekannt.

## Persönliches
Fisher ist seit dem 16. September 2007 mit Andy O’Gara verheiratet. O’Gara war 2002 ein Mechaniker in ihrem Rennstall. Zusammen mit ihrem Ehemann und dessen Vater John O’Gara betreibt sie seit 2008 den Rennstall Sarah Fisher Racing.
Am 13. September 2011 wurde Fisher Mutter einer Tochter.

## Statistik

### Karrierestationen
| - 1986–1987: Midgets - 1988–1994: Kartsport - 1995–1998: Sprintcars - 1999: Midgets - 1999: Indy Racing League (Platz 46) - 2000: Indy Racing League (Platz 18) | - 2001: Indy Racing League (Platz 19) - 2002: Indy Racing League (Platz 18) - 2003: IndyCar Series (Platz 18) - 2004: IndyCar Series (Platz 31) - 2005: NASCAR West Series (Platz 12) - 2006: IndyCar Series (Platz 25) | - 2007: IndyCar Series (Platz 17) - 2008: IndyCar Series (Platz 34) - 2009: IndyCar Series (Platz 25) - 2010: IndyCar Series (Platz 26) |

### Einzelergebnisse in der IndyCar Series
| Saison | Team                     | 1      | 2      | 3      | 4       | 5       | 6       | 7      | 8      | 9      | 10     | 11     | 12     | 13     | 14     | 15     | 16     | 17     | 18     | 19   | Punkte | Rang |
| ------ | ------------------------ | ------ | ------ | ------ | ------- | ------- | ------- | ------ | ------ | ------ | ------ | ------ | ------ | ------ | ------ | ------ | ------ | ------ | ------ | ---- | ------ | ---- |
| 1999   | Team Pelfrey             | WDW    | PHX    | INDY   | TXS     | PPI     | ATL     | DOV    | PP2    | LVS    | TX2 25 |        |        |        |        |        |        |        |        |      | 5      | 46.  |
| 2000   | Walker Racing            | WDW    | PHX 13 | LVS 13 | INDY 31 | TXS 12  | PPI 25  | ATL 14 | KTY 3  | TX2 11 |        |        |        |        |        |        |        |        |        |      | 124    | 18.  |
| 2001   | Walker Racing            | PHX 17 | HMS 2  | ATL 11 | INDY 31 | TXS 18  | PPI 10  | RIR 17 | KAN 12 | NSH 19 | KTY 19 | STL 11 | CHI 24 | TX2 25 |        |        |        |        |        |      | 188    | 19.  |
| 2002   | Dreyer & Reinbold Racing | HMS    | PHX    | FON    | NZR 4   | INDY 24 | TXS     | PPI    | RIR 16 | KAN 14 | NSH 22 | MIS 8  | KTY 8  | STL 20 | CHI 22 | TX2 9  |        |        |        |      | 161    | 18.  |
| 2003   | Dreyer & Reinbold Racing | HMS 15 | PHX 8  | MOT 23 | INDY 31 | TXS 15  | PPI 20  | RIR 19 | KAN 11 | NSH 20 | MIS 15 | STL 13 | KTY 14 | NZR    | CHI 18 | FON 19 | TX2 12 |        |        |      | 211    | 18.  |
| 2004   | Kelley Racing            | HMS    | PHX    | MOT    | INDY 21 | TXS     | RIR     | KAN    | NSH    | MIL    | MIS    | KTY    | PPI    | NZR    | CHI    | FON    | TX2    |        |        |      | 12     | 31.  |
| 2006   | Dreyer & Reinbold Racing | HMS    | STP    | MOT    | INDY    | WGL     | TXS     | RIR    | KAN    | NSH    | MIL    | MIS    | KTY 12 | SNM    | CHI 16 |        |        |        |        |      | 32     | 25.  |
| 2007   | Dreyer & Reinbold Racing | HMS 11 | STP 15 | MOT 14 | KAN 12  | INDY 18 | MIL 14  | TXS 10 | IOW 7  | RIR 16 | WGL 16 | NSH 15 | MDO 15 | MIS 16 | KTY 14 | SNM 17 | DET 16 | CHI 12 |        |      | 275    | 17.  |
| 2008   | Sarah Fisher Racing      | HMS    | STP    | MOT1   | LBH1    | KAN     | INDY 30 | MIL    | TXS    | IOW    | RIR    | WGL    | NSH    | MDO    | EDM    | KTY 15 | SNM    | DET    | CHI 24 | SRF2 | 37     | 34.  |
| 2009   | Sarah Fisher Racing      | STP    | LBH    | KAN 13 | INDY 17 | MIL     | TXS 17  | IOW    | RIR    | WGL    | TOR    | EDM    | KTY 12 | MDO    | SNM    | CHI 14 | MOT    | HMS 18 |        |      | 89     | 25.  |
| 2010   | Sarah Fisher Racing      | SAO    | STP    | ALA    | LBH     | KAN 17  | INDY 26 | TXS 15 | IOW 22 | WGL    | TOR    | EDM    | MDO    | SNM    | CHI 15 | KTY 22 | MOT    | HMS 22 |        |      | 92     | 26.  |

(Legende)
1 Die Rennen fanden am selben Tag statt.
2 Es wurden keine Punkte vergeben.